# Геєвський Степан Лукич
Геєвський Степан Лукич (криптонім — С. Г., 28 листопада 1813 року, очевидно, хутір Геєвщина Зіньківського повіту Полтавської губернії — 26 січня 1862 року, там само) — український і російський словесник, літературознавець, мемуарист, педагог.

## Життєпис
Походив з дрібнопомісних дворян Зіньківського повіту. Отримав початкову домашню освіту, потім навчався в Зіньківському повітовому училищі та Полтавській губернській гімназії. Закінчив юридичний факультет Харківського університету. Певний вплив на подальшу творчість Геєвського мали лекції польської мови професора російської історії Петра Гулака-Артемовського. За підсумкову роботу по політекономії отримав срібну університетську медаль.
В 1834 році поступив на службу до харківського губернатора князя Трубецького. Давав приватні уроки для дітей заможних батьків у Харкові. Пізніше призначений помічником столоначальника. З 1838 по 1853 рік — вчитель російської мови і географії Харківської гімназії.
Після виходу у відставку поселився у рідному хуторі. Проте бажання дати дітям гідну освіту при матеріальній скруті змусило Степана Лукича повернутися до Харкова і замість плати за навчання синів давати уроки в пансіоні.
Учнями Геєвського були майбутні професори Харківського університету Андрій Стоянов та Іван Сокальський.

## Творчість
Вільний час Геєвський приділяв знайомству з російською і світовою літературною класикою, поезією, літературознавчим студіям, перекладацтву. Саме в цьому занятті він вбачав віддушину, емоційний відпочинок від затхлої обивательщини і чиновного оточення.
В 1835 році було видано перший збірник віршів Геєвського. Збірка містила всього 19 віршів, більшість із них була перекладами з А. Міцкевича, А. Ламартіна, В. Гюго, Ш.Ю. Мільвуа, проте були й оригінальні авторські твори. Загальна тональність віршів — тонка романтика і лірика, почасти утверджується думка про ефемерність щастя і добра. Попри відсутність оригінальності в поезії, відчувається легкість і ясність у формі побудови віршів.
В 1840 році вийшла комедія Геєвського «Бурсак-учитель». Цей твір був написаний під впливом історико-побутового роману Г. Квітки-Основ'яненка «Пан Халявський». У п'єсі в сатиричній формі показувалось життя і побут панства, вона ставилася на сцені Харківського театру. Через два роки ця комедія була піддана нищівній критиці у «Вітчизняних записках» як беззмістовна. Письменник тяжко переживав критичну замітку в цьому журналі, у Харкові навіть поширилась чутка, що Геєвський збожеволів на цьому ґрунті.
Невеликі оглядові праці, присвячені українській тематиці було надруковано в 1840-х роках: «Про українських чумаків» (1845), «Спогад про Україну» (три статті, 1846). Обидві роботи не додали нічого нового в дослідженні вітчизняної історії чи етнографії, проте просякнуті щирою любов'ю до рідного краю, своєрідним «малоросійським патріотизмом» автора, ідеалізацією сільської патріархальщини. Ряд робіт літературознавчого та публіцистичного характеру так і залишився неопублікованим. Геєвський залишив біля 30 невиданих віршів, як перекладних так і оригінальних, деякі з них написані на польській і французькій мовах.
Певний інтерес представляє автобіографія С. Геєвського, опублікована після його смерті. Вона охоплює приблизно 20-річний період (перша половина ХІХ століття) життя автора. Дана праця дає уявлення про побут провінційного поміщицтва Лівобрежної України, подані цінні дані щодо поширення епідемії холери 1830 року в Харкові та губернії, описується приїзд Миколи І до Харкова (12 вересня 1832 року).

## Сім'я
Був одружений з донькою харківського письменника, члена-кореспондента Вільного товариства любителів російської словесності Тимофія Івановича Селіванова Софією Тимофіївною. У подружжя було двоє дітей — Андрій та Іларіон.

## Твори Степана Геєвського

### Публіцистика, літературознавство, проза
- С. Г. Сочинения и переводы в стихах. — Харьков, 1835.
- С. Г. Бурсак-учитель, 1840
- С. Г. Воспитанница (повість, втрачена)
- С. Г. Своя семья (ненадруковано)
- С. Г. Спектакль в старом театре (ненадруковано)
- С. Г. Зимние приключения (ненадруковано)
- Геевский С. Л. Об украинских чумаках[7]// Харьковские губернские ведомости. — 1845. — № 24.
- Геевский С. Л. Краткий очерк местоположения и исторической жизни Украины // Полтавские губернские ведомости. — 1846. — № 38.
- Геевский С. Л. О бабах и дедах // Северная пчела. — 1845. — № 123.
- Геевский С. Л. Краткое обозрение народной и письменной литературы знаменитейших народов в Европе (ненадруковано, складено передмову і перекладено дві іноземні статті для запланованого видання)
- Геевский С. Л. Рассуждение о происхождении, постепенном усовершенствовании, богатстве и силе русского языка (ненадруковано, промова, виголошена в Харківській губернській гімназії 9 вересня 1838 року)
- Геевский С. Л. Об Америке и влиянии ее на Европу (ненадруковано, промова виголошена на урочистих зборах Харківської гімназії 1 вересня 1840 року)
- Геевский С. Л. О современном направлении словесности в соприкосновении к общественной жизни (ненадруковано, промова виголошена на урочистих зборах у Другій Харківській гімназії 4 вересня 1846 року)
- Геевский С. Л. Описание Зеньковского уезда Полтавской губернии[8], 1857 (ненадруковано)
- Геевский С. Л. Об уездных училищах и гимназиях[9], 1859 (ненадруковано)

### Поезія
- K… («В печальной жизни час и на чужбине я встретил Вас…»)
- Сонет («Я Вас увидел и в груди моей разлился потоком огненным восторг любви святой»)
- Сонет («Вы помните ли те минуты упоенья»)
- Дружеский совет («Когда ты встретишь милое созданье»)
- Отрывок из поэмы Оссиана Лорма
- Видение («Не на яву, и не во сне прекрасное видение явилось однажды мне…»)
- Встреча нового года («Прекрасный гость давно желанный»)
- «Желал бы я навек ее забыть…»
- Челнок (за Ходзьком)
- Дерево на берегу Северного моря (за Марм'є)
- Поэзия любви («Пускай пустой, ничтожный мир толкует мою любовь как хочет…»)
- Мольба поэта («Хотя житейская дорога поэта…»)
- Маленькому насекомому (Зачем ползешь ты, крошка, по дороге?..")
- Не позабудь («Не позабудь, что для тебя я потерял спокойствие души…»)
- Жизнь («Пустое слово, звук пустой…»)
- Перелетные птицы («Взгляните на птиц, улетающих с рощи родимой» — за Марм'є)
- Моя карьера («Я молод был; душа моя стремилась, жаждала привета»)
- Уривок із невиданої трагедії «Карл Мартелл»
- Акровірш «Światła gwiazdeczka»[10](пол.)
- Рондо(фр.)
- Koń spiżowy[11](пол.)
- Меланхолия («Я знал красавицу» — за Марм'є)
- Разбитая лира («Как часто в рощах отдаленных» — за Марм'є)
- Мои желанья («Ты знаешь ли тот несравненный край»)
- Забытая песня («В зеленой роще соловей»)
- Раздумье («Зачем в глубине души моей так часто дивное творится…»)
- Фаросский маяк («Среди бездонных моря вод…»)
- О много, много нужно мне…
- Странник